# Argeș (aruncător de flăcări)
Arges a fost un aruncător de flăcări portabil românesc proiectat la sfârșitul anilor 1930 de Laboratorul de Studii și Experiențe al Armatei, aflat în clădirea Fabricii de Măști din Obor. A intrat în dotarea armatei române la 30 iunie 1943 pentru a suplimenta aruncătoarele de flăcări de fabricație italiană Pignone md. 1937 și cele de fabricație germană (md. 1935 și md. 1939). Drept amestec incendiar putea fi folosită gazolina, țițeiul și lichidul special H-E (compus din benzină și ulei apărut după distilarea gudronului).